# Жди меня (телепередача)
«Жди меня» (укр. Чекай на мене, Жди мене) («Ищу тебя» (укр. Шукаю тебе) з 1998 по 2000 рік) — міжнародний телепроєкт, ток-шоу і в той же час національна служба пошуку людей. Виходить на російському телебаченні з 1998 року. У різний час передачу вели Ігор Кваша (1998—2012), Михайло Єфремов, Марія Шукшина, Олександр Домогаров, Чулпан Хаматова, Сергій Никоненко, Єгор Бероєв, Олександр Галибін, Ксенія Алфьорова та інші.

## Історія
14 березня 1998 року вперше вийшла на ТБ під назвою «Шукаю тебе», а пізніше була перейменована в «Жди меня». Авторами ідеї були журналісти Оксана Найчук, Вікторія Ель-Муаллем і Сергій Кушнерьов.
Спочатку програма виходила на каналі РТР раз на місяць по суботах о 13:00 в прямому ефірі. Перші кілька випусків вела Оксана Найчук. 13 червня 1998 року до неї приєднався Ігор Кваша. Наприкінці 1998 року закінчився контракт каналу РТР і телекомпанії BID. Незабаром був підписаний новий контракт, але телекомпанія більше не виробляла цю програму для РТР. Однак залишався один відзнятий випуск, який був показаний 26 вересня 1999 року на ОРТ.
З 7 лютого 2005 по 21 лютого 2022 року програма йшла в Україні.

## Соціальний проєкт
На сьогоднішній день телепередача «Жди меня» переросла у величезний соціальний проєкт пошуку зниклих людей. З редакцією співпрацюють понад 500 добровільних помічників з Росії, СНД і країн далекого зарубіжжя. Програма багато років плідно працює з Департаментом карного розшуку МВС РФ.
З 2000 до 2004 року виходила газета «Жди меня». У Москві на Казанському вокзалі є кіоск «Жди меня», де також можна залишити заявку на пошук людини.

## Ведучі
Перші кілька випусків програми вела журналіст Оксана Найчук. 13 червня 1998 року до неї приєднався відомий актор Ігор Кваша. Починаючи з 12 жовтня 1999 року з ним у парі працювала актриса Марія Шукшина.
У 2005 році, на час декретної відпустки Шукшиної, програму вела Чулпан Хаматова, а замість хворого Ігоря Кваші — Олександр Домогаров. Навесні 2000 і 2008 років основного ведучого підміняв Сергій Никоненко.
З 30 листопада 2009 року по 19 квітня 2010 року замість Ігоря Кваші передачу вів Михайло Єфремов. Трохи пізніше вони працювали на проєкті поперемінно. Останній випуск за участю Ігоря Кваші вийшов в ефір 25 травня 2012 року, а 30 серпня того ж року він помер. 7 вересня 2012 року, на 9-й день після смерті Ігоря Володимировича Кваші, в ефір вийшов випуск в пам'ять про нього.
З 12 вересня по 14 листопада 2014 року в парі з Марією Шукшиній програму вів Єгор Бероєв, 21 листопада його змінив Олександр Галібін, а 26 грудня 2014 Марію Шукшину замінила Ксенія Алфьорова.

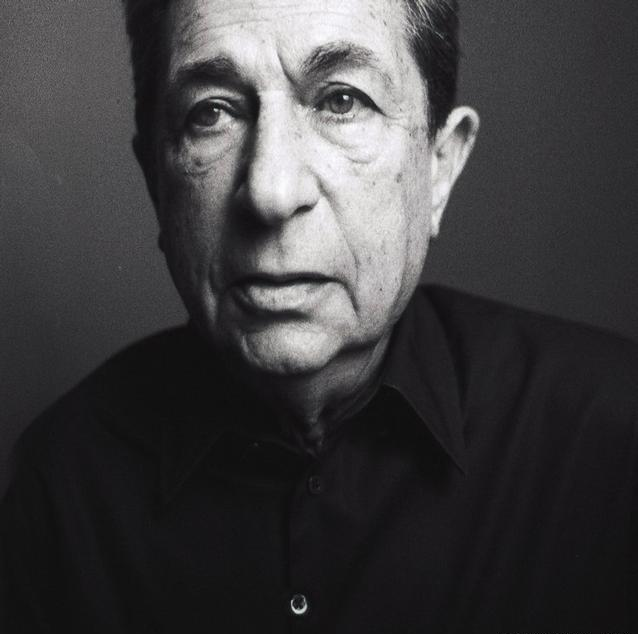
Ігор Кваша
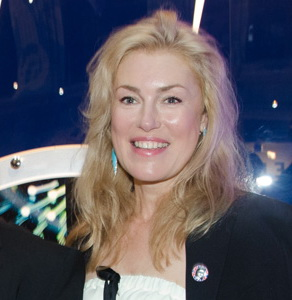
Марія Шукшина
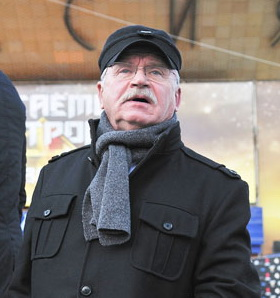
Сергій Никоненко
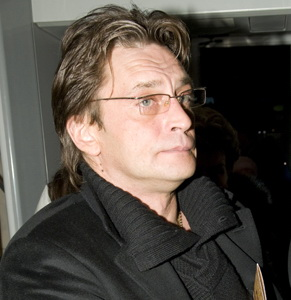
Олександр Домогаров
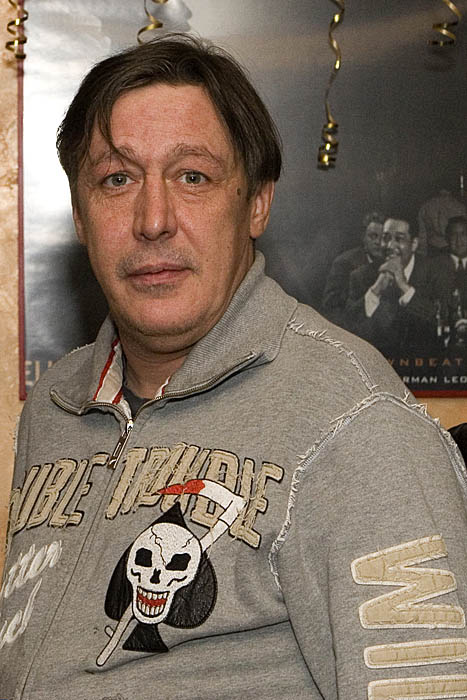
Михайло Єфремов
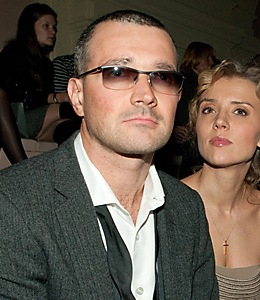
Єгор Бероєв
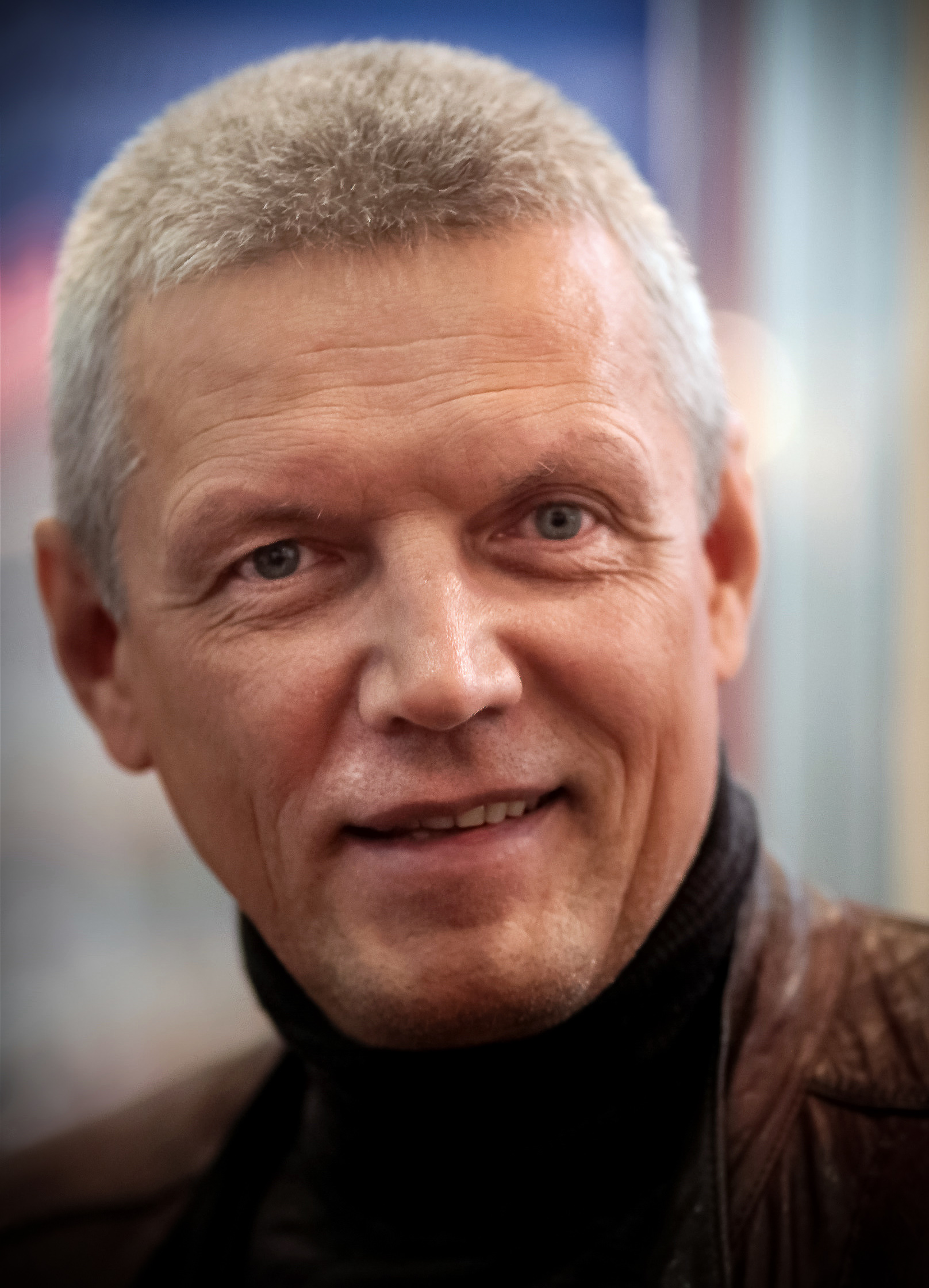
Олександр Галибін

## Музичне оформлення
У першому випуску програми у 1998 році використовувалася музика штатного композитора телекомпанії ВИД Володимира Рацкевича. Проте вже з наступного випуску, з 25 квітня 1998 року, вона була замінена на композицію Олександри Пахмутової «Спорожніла без тебе земля» з фільму «Три тополі на Плющисі», в цьому ж випуску змінилася і сама заставка, що проіснувала до осені 1999 року. У першому випуску на ОРТ музика Пахмутової була накладена на відеоряд заставки 1999—2004 років.
З 1999 по 2004 рік використовувався фрагмент з музики Антоніо Вівальді, а з 2004 по теперішній час — його аранжування.

## Хронологія випусків

### Шукаю тебе
| Дата                            | Час виходу в ефір            | Телеканал |
| ------------------------------- | ---------------------------- | --------- |
| 14 березня — 22 грудня 1998     | Субота в 13:00/13:05         | РТР       |
| 26 вересня 1999                 | Неділя о 18:00               | ОРТ       |
| 12 жовтня 1999 — 25 квітня 2000 | Вівторок о 18:50/18:55/19:00 | ОРТ       |

### Жди меня
- З 9 травня по 6 червня 2000 року програма виходить в ефір на Першому каналі у вівторок о 19:00.
- З 22 червня по 12 вересня 2000 року на Першому каналі у вівторок о 20:00/20:05/20:15.
- 18 і 25 вересня 2000 року — у понеділок о 19:55/20:00.
- З 2 жовтня 2000 по 25 червня 2001 року — у понеділок о 18:45/18:50/18:55/19:00.
- З 9 липня по 12 листопада 2001 року — в ефірі у понеділок о 19:55/20:00.
- З 19 листопада 2001 по 27 травня 2002 року — у понеділок о 18:55/19:00.
- З 3 червня по 2 вересня 2002 року — у понеділок о 18:20/18:25.
- З 9 вересня 2002 по 11 серпня 2003 року — у понеділок о 18:50/19:00.
- З 1 вересня 2003 по 21 серпня 2006 року — у понеділок о 19:55/20:00.
- З 4 вересня по 23 жовтня 2006 року — у понеділок о 18:20.
- З 30 жовтня 2006 по 27 серпня 2007 року — у понеділок о 19:10.
- З 3 вересня 2007 по 2 березня 2009 року — у понеділок о 18:20.
- З 16 березня по 24 серпня 2009 року — у понеділок о 19:00/19:10.
- З 31 серпня по 12 жовтня 2009 року — у понеділок о 20:00.
- З 19 жовтня 2009 по 18 січня 2010 року — у понеділок о 18:50/19:00.
- З 25 січня по 8 лютого 2010 року — у понеділок о 19:40.
- З 15 лютого 2010 по 28 березня 2011 року — у понеділок о 20:00.
- З 8 квітня 2011 по 12 жовтня 2012 року — у п'ятницю в 16:50/16:55/17:00/17:05.
- З 20 жовтня по 24 листопада 2012 року — у суботу о 16:55.
- З 30 листопада 2012 року програма виходить у п'ятницю в 16:50/16:55/17:00/17:05.

## Міжнародний формат
З 2009 року програма «Жди меня» виходила у міжнародному форматі. Проводились телемости за допомогою супутникового зв'язку з Україною (до 2022 року), а також країнами СНД, Китаєм, США, Ізраїлем, Туреччиною і Аргентиною. У найбільших містах цих країн в спеціальних студіях збиралися люди, які бажали розповісти про тих, кого шукають.

## Факти
- У 2010 році програма встановила свого роду рекорд: їм вдалося організувати зустріч людей, які не бачилися 85 років.
- На азербайджанському телеканалі Azad з 2010 року існує аналог передачі «Жди меня» — «Шукаю тебе» (азерб. Seni Axtariram) з ведучою Хошгадам Хідаят гизи.
- В даний час[коли?] існують тільки дві країни на планеті, де програма «Жди меня» не допомагала в пошуку і не знаходила безвісти зниклих людей — це Антигуа і Барбуда і Республіка Кабо-Верде[5].
- У 2008 році на основі сюжетів передачі був зроблений документальний міні-серіал «Неймовірні історії про життя», який транслювався також по ОРТ[6].
- У 2003 році повторні випуски програми на «Першому каналі» транслювалися з сурдоперекладом.

## Серія книг
У 2006 році видавництво «Ексмо» випустило першу книгу серії «Жди меня. 1-й ТБ канал — серія книг рейтингової програми» під назвою «Жди меня… Енциклопедія людських доль» (400 сторінок). Початковий тираж книги склав 12 000 примірників.
У 2007 році видавництво «Ексмо» випустило другу і третю книги серії «Жди меня. 1-й ТБ канал — серія книг рейтингової програми». Друга книга отримала назву «Жди меня… Лінія любові» (208 сторінок) і її первісний тираж склав 8000 екземплярів, а третя книга називалася «Жди меня… Лінія долі» (176 сторінок) і її первісний тираж склав 6000 примірників.